# Leith Brodie
Leith Brodie (Kempsey, 16 luglio 1986) è un nuotatore australiano.

## Palmarès
- Olimpiadi

Pechino 2008: bronzo nella 4x100m sl e nella 4x200m sl.
- Mondiali

Montreal 2005: bronzo nella 4x100m sl.
- Giochi PanPacifici

Victoria 2006: bronzo nella 4x100m sl e nella 4x200m sl.
Irvine 2010: bronzo nella 4x200m sl.
- Giochi del Commonwealth

Delhi 2010: oro nella 4x200m sl e bronzo nei 200m misti.